# Svjetski kup u vaterpolu 1981.
Svjetski kup u vaterpolu 1981. drugo je izdanje ovog natjecanja. Održan je u Long Beachu, u američkoj saveznoj državi Kaliforniji. od 25. travnja do 3. svibnja 1981.. 

## Konačni poredak
| Mj. | Država      |
| --- | ----------- |
| 1.  | SSSR        |
| 2.  | Jugoslavija |
| 3.  | Kuba        |
| 4.  | SAD         |
| 5.  | Španjolska  |
| 6.  | Mađarska    |
| 7.  | Australija  |
| 8.  | Bugarska    |